# Concordia (Flugzeug)
Die Concordia ist ein von Dick Butler und Gerhard Waibel initiiertes, für den Wettbewerbseinsatz optimiertes Segelflugzeug der Offenen Klasse.

## Geschichte
Das Entwicklungsziel des aus dem ebenfalls von Dick Butler vorangetriebenen „eta-biter“-Projekt 2002 hervorgegangenen Flugzeugprojekts war maximale Leistung für Segelflugwettbewerbe ohne Rücksicht auf Rentabilität, Serienfertigung und Eignung für Piloten mit geringer Erfahrung. Im Jahr 2003 konnte Loek Boermans von der Technischen Universität Delft für den Entwurf des Flügelprofils gewonnen werden. Ein Großteil der Arbeit hierfür wurde bis 2006 von einem seiner Studenten, Johannes Dillinger, im Rahmen einer Masterarbeit durchgeführt. Die Fertigung erfolgte mit Unterstützung durch Hansjörg und Christian Streifeneder.
Ihren ersten Einsatz hatte die Concordia bei der Segelflug-WM 2012 in Uvalde, Texas. Eine Serienfertigung ist nicht geplant.

## Konstruktion
Die Concordia hat einen extrem schmalen Flügel mit 28 Metern Spannweite, der bei seiner außergewöhnlich geringen Fläche mit höheren Flächenbelastungen als die konkurrierenden Flugzeuge mit ähnlicher Spannweite geflogen werden kann. Im Bereich des Cockpits wird ein ASW-27-Rumpf verwendet. Auch der Rumpf-Flächen-Übergang wurde von diesem Flugzeugmuster abgeleitet, aber auf schnellen Vorflug optimiert. Der Leitwerksträger ist sehr schlank und kann aufgrund der geringen Flügelfläche etwas kürzer als bei vergleichbaren Flugzeugen ausfallen. Die errechnete beste Gleitzahl liegt bei über 70, bei 210 km/h soll immer noch eine Gleitzahl von etwa 50 erreicht werden. Die Formen für die Tragflächen stammen wie auch die der Nimeta von der Glasfaser-Flugzeug-Service GmbH Hansjörg Streifeneder.

## Technische Daten
| Kenngröße        | Daten                                  |
| ---------------- | -------------------------------------- |
| Besatzung        | 1                                      |
| Spannweite       | 28 m                                   |
| Flügelfläche     | 13,7 m²                                |
| Flügelstreckung  | 57,2                                   |
| max. Startmasse  | 850 kg                                 |
| Flächenbelastung | 40–62 kg/m²                            |
| Gleitzahl        | >70 (rechnerisch) etwa 50 bei 210 km/h |

## Vergleichbare Flugzeuge
- eta
- EB 28 edition/EB 29